# 駐捷克臺北經濟文化辦事處
駐捷克臺北經濟文化辦事處（捷克語：Česká ekonomická a kulturní kancelář），亦稱駐捷克代表處，是中華民國政府派駐捷克共和國的代表機構。
辦事處負責推動臺灣與捷克之間的政府、經貿、投資、科技、學術、教育、文化等各層面的雙邊關係，以及辦理護照、簽證、文件證明等领事相關業務，並提供僑民服務與旅外國人急難救助，功能等同邦交國的大使館。
捷克政府派駐臺灣的代表機構則是捷克經濟文化辦事處。

## 歷史
1991年7月4日，中華民國與捷克斯洛伐克達成相互設處協議。
1991年8月7日，於首都布拉格設立具大使館功能的駐捷克臺北經濟文化辦事處（時名Taipei Economic and Cultural Office, Prague, Czech and Slovak Federal Republic）。並陸續設立業務組、經濟組、科技組、領務組、文化組負責相關事務。
1993年1月1日，捷克斯洛伐克解體，辦事處更改英文名稱。

## 外部連結
- 駐捷克臺北經濟文化辦事處的Facebook、Twitter、科技組